# Primeiro-ministro de Ruanda
O Primeiro-ministro de Ruanda(português brasileiro) ou do Ruanda(português europeu) (em francês:Premier ministre du Rwanda/em quiniaruanda: Ministri w'Intebe y'u Rwanda) é o chefe de governo de República de Ruanda. O atual primeiro-ministro é Justin Nsengiyumva, desde 25 de julho de 2025.

## Lista de primeiros-ministros de Ruanda
| #                                            | Nome                                         | Nome                                         | Início do Mandato                            | Fim do Mandato                               | Duração do Mandato                           | Ref.                                         |
| República de Ruanda (parte de Ruanda-Urundi) | República de Ruanda (parte de Ruanda-Urundi) | República de Ruanda (parte de Ruanda-Urundi) | República de Ruanda (parte de Ruanda-Urundi) | República de Ruanda (parte de Ruanda-Urundi) | República de Ruanda (parte de Ruanda-Urundi) | República de Ruanda (parte de Ruanda-Urundi) |
| -------------------------------------------- | -------------------------------------------- | -------------------------------------------- | -------------------------------------------- | -------------------------------------------- | -------------------------------------------- | -------------------------------------------- |
| 1                                            | Grégoire Kayibanda                           |                                              | 28 de janeiro de 1961                        | 1 de julho de 1962                           | 1 ano, 5 meses e 3 dias                      | [ 2 ]                                        |
| República de Ruanda (independente)           |                                              |                                              |                                              |                                              |                                              |                                              |
| 2                                            | Sylvestre Nsanzimana                         |                                              | 12 de outubro de 1991                        | 2 de abril de 1992                           | 5 meses e 21 dias                            | [ 3 ]                                        |
| 3                                            | Dismas Nsengiyaremye                         |                                              | 2 de abril de 1992                           | 18 de julho de 1993                          | 1 ano, 3 meses e 16 dias                     | [ 3 ]                                        |
| 4                                            | Agathe Uwilingiyimana                        |                                              | 18 de julho de 1993                          | 7 de abril de 1994                           | 8 meses e 20 dias                            | [ 4 ]                                        |
| 5                                            | Jean Kambanda                                |                                              | 9 de abril de 1994                           | 19 de julho de 1994                          | 3 meses e 10 dias                            | [ 5 ]                                        |
| 6                                            | Faustin Twagiramungu                         |                                              | 19 de julho de 1994                          | 31 de agosto de 1995                         | 1 ano, 1 mês e 12 dias                       | [ 6 ]                                        |
| 7                                            | Pierre-Célestin Rwigema                      |                                              | 31 de agosto de 1995                         | 8 de março de 2000                           | 4 anos, 6 meses e 6 dias                     | [ 7 ]                                        |
| 8                                            | Bernard Makuza                               |                                              | 8 de março de 2000                           | 7 de outubro de 2011                         | 11 anos, 6 meses e 29 dias                   | [ 8 ]                                        |
| 9                                            | Pierre-Damien Habumuremyi                    |                                              | 7 de outubro de 2011                         | 24 de julho de 2014                          | 2 anos, 9 meses e 17 dias                    | [ 9 ]                                        |
| 10                                           | Anastase Murekezi                            |                                              | 24 de julho de 2014                          | 30 de agosto de 2017                         | 3 anos, 1 mês e 6 dias                       | [ 10 ]                                       |
| 11                                           | Édouard Ngirente                             |                                              | 30 de agosto de 2017                         | 25 de julho de 2025                          | 7 anos, 11 meses e 13 dias                   | [ 1 ]                                        |
| 12                                           | Justin Nsengiyumva                           |                                              | 25 de julho de 2025                          | presente                                     | 18 dias                                      | [ 11 ]                                       |